# Johann Heinrich Hochdörfer
Johann Heinrich Hochdörfer (* 28. Oktober 1799 in Winzingen bei Neustadt an der Haardt; † 28. Januar 1851 in Winzingen) war ein deutscher protestantischer Pfarrer, Frühsozialist und Publizist. Er setzte sich für den Erhalt der Presse- und Meinungsfreiheit in Deutschland ein und war Redner des Hambacher Festes von 1832.

## Biografie
1799 wurde Hochdörfer als Sohn eines Bauern geboren. Nach seiner Jugend begab er sich nach Heidelberg um Theologie zu studieren. Dieses schloss er mit mäßigem Erfolge ab ebenso wie seine anschließende Ausbildung zum Pfarrer.
1827 wurde Hochdörfer protestantischer Pfarrer in Sembach. Im Amt als Pfarrer fing er an gesellschaftskritische Texte zu publizieren. Im Jahr 1828 erschien zunächst die Zeitschrift Eleutherins, die jedoch kein Erfolg wurde und einging. Im Jahre 1831 brachte den Rheinbayrischen Volksfreund heraus, eine Zeitschrift für Menschen- und Bürgerrechte, Aufklärung, Religion und Sittlichkeit. Auch diese scheiterte nach geringer Auflage von 500 Exemplaren. Am 1. April 1832 publizierte Hochdörfer den Bürgerfreund. Wirtschaftlich ebenfalls nicht rentabel, dafür aber mit Wirkung auf die Gesellschaft. Die Regierung beanstandete diese Zeitschrift durch die ihr unterstellte Zensurbehörde. Ebenfalls unbeliebt machte er sich bei seinen kirchlichen Vorgesetzten. 1831 etwa verweigerte er die Kollekte aufgrund der Armut der Bevölkerung zur Finanzierung von kirchlichen Bauten. Diese und weitere Auflehnungen führten im Februar 1832 zur Suspension von seinem Amt.
Im Mai 1832 tat er sich anlässlich des Hambacher Fests erneut hervor. Neben Philipp Jakob Siebenpfeiffer und Johann Georg August Wirth war er einer der Hauptredner auf dem Fest und sprach sich für einen radikalen Wandel der Gesellschaft aus auf Grundlage des aufkommenden Frühsozialismus. Wirth erschien die Meinung Hochdörfers zu aufwiegelnd und druckte die Rede nicht in seiner Dokumentation des Festes ab. Sie erschien stattdessen in Hochdörfers Bürgerfreund am 2. Juni 1832.
Infolge seiner Rede zum Hambacher Fest wurde er zunächst wegen „Aufforderung zum Umsturz der Staatsverfassung“ vor dem Assisengericht (Schwurgericht) angeklagt. Jedoch erfolgte am 16. August 1833 sein Freispruch. Erneut vor Gericht gestellt, diesmal aber wegen angeblicher Beleidigungsdelikte, wurde Hochdörfer am 16. November 1833 vom Appellationsgericht Zweibrücken zu zwei Jahren Gefängnis verurteilt. Die Strafe saß er ab. Im Zuge der Demagogenverfolgung wurde er im Schwarzen Buch der Frankfurter Bundeszentralbehörde (Eintrag Nr. 716) festgehalten.
Im Gegensatz zu anderen Dreißigern, die in die USA emigrierten, wanderte er nach Verbüßen seiner Strafe wie Siebenpfeiffer und Wirth in die Schweiz aus. Sein Einkommen bestritt er im Exil durch die Arbeit als 1. Bezirksschullehrer in Waldenburg im Kanton Baselland. 1839 zog er nach Genf, wo er sich erneut wegen seines Temperaments mit den Kollegen zerstritt. In Genf führte er seine Lehrtätigkeiten im Deutsch-Unterricht fort.
Dort nahm er Kontakt zu den Handwerkern des Jungen Deutschland auf. Er engagierte sich weiterhin politisch und verfocht sozialistische Ideen. 1840 veröffentlichte er eine Abhandlung „Über die Abschaffung der Todesstrafe und Verhütung der Verbrechern vom Standpunkte der Sozialreform“.
Als 1848 die deutsche Revolution ausbrach, kehrte Hochdörfer wieder in die Pfalz zurück, um für seine politischen Ziele zu kämpfen. Nach dem Scheitern des pfälzischen Aufstandes 1849 wurde Hochdörfer erneut unter Anklage gestellt. Er starb jedoch zuvor am 28. Januar 1851 in seinem Heimatort Winzingen.

## Werke
- 1840 Abhandlung Über die Abschaffung der Todesstrafe und Verhütung der Verbrechern vom Standpunkte der Sozialreform